# Biareolifera
Biareolifera là một chi bướm đêm thuộc họ Erebidae.